# Dom jakości

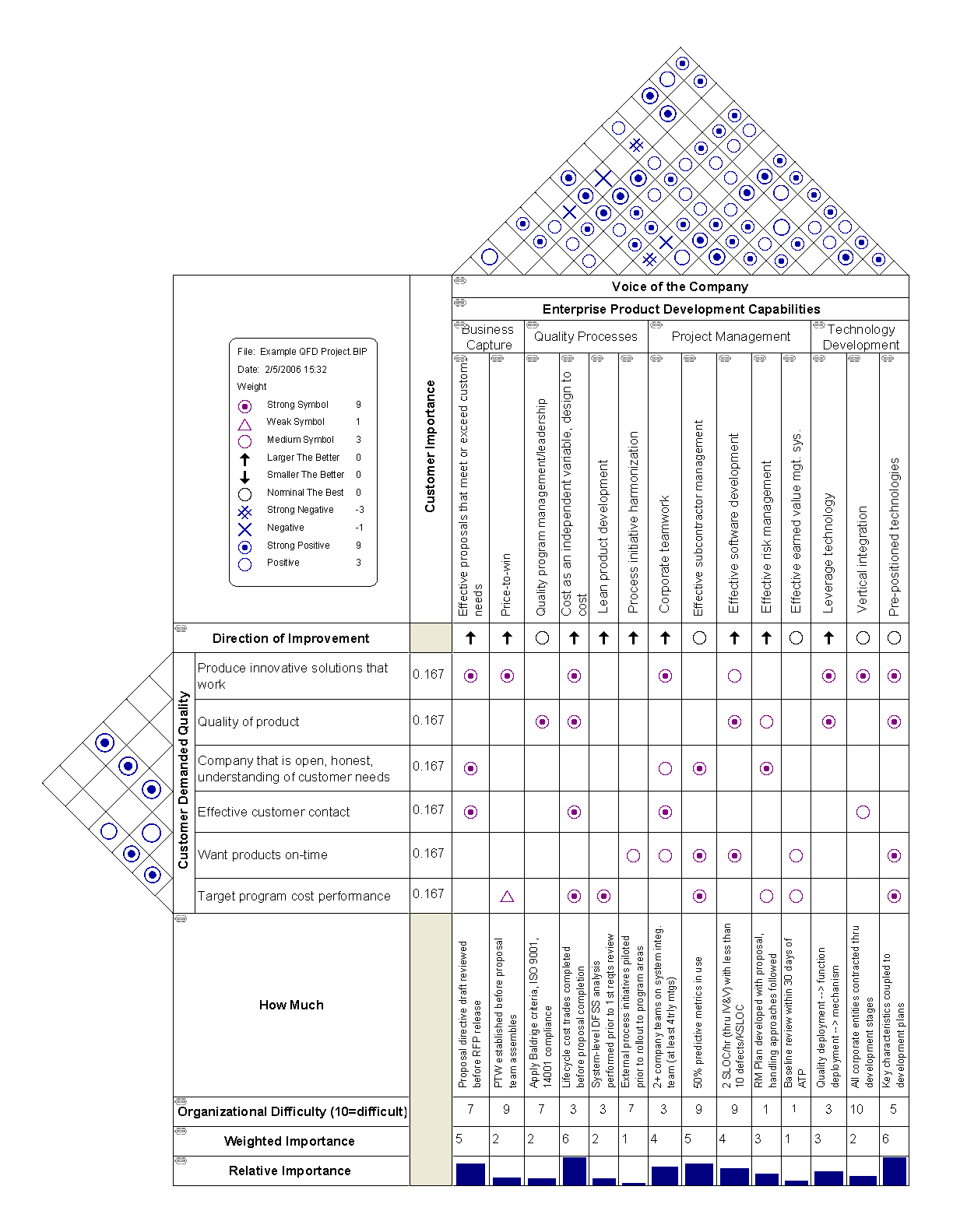
Dom jakości

Dom jakości (ang. House of Quality) – metoda gromadzenia, analizy i specyfikacji wymagań użytkownika, stanowiąca element procesu zarządzania projektem. Nazwana tak w związku z charakterystycznym wyglądem macierzy analitycznej.
Po raz pierwszy został zastosowany w roku 1972 w Japonii, w stoczni Mitsubishi w Kobe. Celem QFD jest przełożenie potrzeb i oczekiwań odbiorców na charakterystyki wyrobu lub usługi. Coraz silniejsze naciski na zmniejszenie kosztów projektowania i skrócenie czasu jego trwania sprawiły, że pojawiła się potrzeba stworzenia metody, która umożliwiłaby przełożenie uświadomionych i nieuświadomionych wymagań klientów na parametry techniczne z jednoczesnym uwzględnieniem możliwości technologicznych, stopnia istotności poszczególnych cech oraz powiązań pomiędzy nimi. Odpowiedzią na tę potrzebę stała się metoda QFD.
Zalety:
- stworzenie jednolitej struktury organizacyjnej, umożliwiającej współdziałanie wielu zespołów, korzystających z różnych narzędzi i języków opisu produktu,
- przełamywanie barier pomiędzy działami, np. marketingu, analityków, projektantów, programistów
- koncentracja na najważniejszych priorytetach,
- przepływ informacji o oczekiwaniach klienta,
- podejmowanie trafnych decyzji na podstawie zgromadzonej wiedzy,
- uniknięcie wielu kosztów i straty czasu, skrócenie cykli projektowych.